# لیز میچل
لیز میچل (به انگلیسی: Liz Mitchell) (زادهٔ ۱۲ ژوئیهٔ ۱۹۵۲) خوانندهٔ جامائیکایی-انگلیسی است. او عضو گروه موسیقی بانی ام بود.